# Frondicola tunitricuspis
Frondicola tunitricuspis — вид грибів, що належить до монотипового роду  Frondicola.